# کریس ویلیمز
کریس ویلیمز (انگلیسی: Chris Williams; ۹ ژوئیهٔ ۱۹۸۰ – ۱۵ مارس ۲۰۱۷) بازیکن بسکتبال اهل ایالات متحده آمریکا بود.
از باشگاه‌هایی که در آن بازی کرده‌است می‌توان به باشگاه بسکتبال مهرام و چینگدائو دابل استار اشاره کرد.
وی در مسابقات کشوری و بین‌المللی در مجموع برندهٔ ۱ مدال نقره شده‌است.